# كينيث نولاند
كان كينيث نولاند (10 أبريل 1924- 5 يناير 2010) رسامًا أمريكيًا. كان أحد أشهر رسامي مجال اللون الأمريكي، رغم أنه اعتُبر في الخمسينيات تعبيريًا تجريديًا وفي بداية الستينيات اعتُبر رسامًا حدنويًا. ساعد نولاند بتأسيس حركة مدرسة واشنطن للون. في 1977، كرّمه معرض استذكاري كبير في متحف سولومون آر. غوغنهايم في نيويورك والذي انتقل بعد ذلك إلى متحف هيرشورن وحديقة النحت في واشنطن العاصمة ومتحف توليدو للفنون في أوهايو عام 1978. في 2006، عُرضت لوحات خطوط نولاند في معرض تيت لندن.

## نشأته وتعليمه
وُلد كينيث كليفتون نولاند في آشفيل بكارولاينا الشمالية ابنًا لهاري كاسويل نولاند (1896- 1975)، وهو عالم أمراض، وزوجته بيسي (1897- 1980). كان له أربعة أشقاء: ديفيد وبيل ونيل وهاري جونيور.
تطوع نولاند في القوات الجوية الأمريكية بعد إتمامه الثانوية. وباعتباره محاربًا في الحرب العالمية الثانية، استغل نولاند قانون جي. آي. ليدرس الفنون في كلية بلاك ماونتن التجريبية في ولايته الأم كارولاينا الشمالية. في بلاك ماونتن، حيث درس اثنان من أخوته الفنون أيضًا، درس نولاند مع إليا بولوتوسكي، وهو أستاذ عرفه على التشكيلانية المحدثة وأعمال بيت موندريان. درس نولاند أيضًا نظرية باوهاوس واللون هناك تحت إشراف جوزيف ألبيرز وصار مهتمًا بباول كلي، ولا سيما حساسية كلي للون.

## حياته المهنية
في 1948 و1949، عمل نولاند مع أوسيب زادكين في باريس، وأقام معرض لوحاته الأول هناك في 1949. بعد العودة إلى الولايات المتحدة، درّس في واشنطن العاصمة بالجامعة الكاثوليكية الأمريكية (1951- 1960) ومعهد الفنون المعاصرة. في بداية الخمسينيات، التقى موريس لويس في العاصمة بينما يعطي دروسًا ليلية في مركز مشغل واشنطن للفنون. صار صديقًا للويس، وبعد أن عرفه كليمنت غرينبيرغ على هيلين فرانكينثالر ورأى لوحاتها الجديدة في الاستوديو الخاص بها بنيويورك عام 1953، اعتمد ولويس تقنية «امتصاص البقع» الخاصة بها والتي تقتضي ترك القماش غير المؤسس يمتص الطلاء المخفف.
تُصنف معظم لوحات نولاند في أربع مجموعات: الدوائر (أو الدرايا)، والشيفرونات، والخطوط، واللوحات القماشية المشكّلة. أدى انشغاله بعلاقة الصورة بالحافة المحتوية الصورة إلى سلسلة من الدراسات حول الحلقات متحدة المركز أو نقاط الهدف، والتي يشار إليها عادة باسم الدرايا، والتي، مثل تلك المستنسخة هنا والمسماة بالبداية من عام 1958، استخدمت تركيبات لونية مستبعدة. أبعد هذا نولاند أيضًا عن موريس لويس في 1958. في 1964، أُدرج في معرض التجريد ما بعد التصويري الذي رعاه كليمنت غرينبيرغ، والذي جاب البلاد وساعد بترسيخ أساس رسم مجال اللون باعتبارها حركة جديدة مهمة في الفن المعاصر بالستينيات. كان نولاند رائدًا في القماش المشكّل، في البداية بسلسلة من الألماس والشيفرونات المتساوقة وغير المتساوقة. في هذه اللوحات، صارت حواف اللوحات القماشية مهمة من الناحية الهيكلية كالمحور. في السبعينات والثمانينات، كانت لوحاته القماشية المشكّلة غير منتظمة وغير متساوقة إلى حد بعيد. نتج عن ذلك هياكل معقدة بصورة متزايدة ولها ألوان وسلامة سطحية متطورة ومنظّمة جدًا.
بدلًا من الرسم بفرشاة على اللوحات القماشية، كان أسلوب نولان ينطوي على تلطيخ القماش باللون. سعت هذه الفكرة إلى عزل الفنان من خلال ضربات الفرشاة. جعل ذلك القطعة تدور حول الفن، لا الفنان. شدد على العلاقات المكانية في عمله من خلال ترك قماش غير ملوث وعار على النقيض من الألوان المستخدمة في جميع لوحاته. استخدم نولاند التجريد المُبسط حتى لا ينتقص التصميم من استخدام الألوان.
تضمن طلاب نولاند النحاتة جيني ليا نايت، والرسامة أليس مافروغورداتو.

## حياته الخاصة
تزوج نولاند من:
- كورنيليا لانغر، ابنة عضو مجلس الشيوخ الجمهوري عن ولاية داكوتا الشمالية ويليام لانغر. تزوج الثنائي في 1950 وتطلقا لاحقًا. أنجبا ثلاثة أطفال: ابنتان هما كيدي وليندن (والمعروفة باسم لين) وصبي هو ويليام.
- ستيفاني غوردون، وهي أخصائية نفسية، عاشت مع نولاند من نوفمبر 1964 حتى يونيو 1970. تزوجا في أبريل 1967 وتطلقا في يونيو 1970.
- بيغي إل. شيفر، مؤرخة فنية وابنة الطبيب مورتون أيه. شيفر. تزوجا نحو عام 1970، وأنجبا صبيًا سمياه سامويل جيسي.
- بيج رينس، رئيسة تحرير مجلة أرتشيتيكتشرال دايجست، والتي تزوج منها في بينينغتون بفيرمونت في 10 أبريل 1994. كان نولاند زوجها الرابع، وضم شركاؤها السابقون آرثر إف. رينس.

أقام نولاند علاقة غرامية في الستينيات مع الفنانة والشخصية البارزة ميري بينشوت ماير.

## وفاته
توفي نولاند إثر سرطان الكُلى في منزله ببورت كلايد في مين، في الخامس من يناير 2010، بعمر 85 عامًا.

## معارضه
أقام نولاند معرضه الأول في معرض ريموند كروز بباريس عام 1948. في 1957، أقام معرضه الفردي الأول بنيويورك في معرض تيبور دي ناجي. في 1964، شغل نصف الخيمة الأمريكية في بينالي البندقية. في 1965، عُرضت أعماله في معرض واشنطن للفن الحديث والمتحف اليهودي (نيويورك). افتُتح معرض نولاند المنفرد الأخير، لوحات كينيث نولاند المشكّلة 1981- 1982، في 29 أكتوبر 2009 في معرض ليزلي فيلي للفنون الجميلة في إيست 68 ستريت بنيويورك وُحدد موعد إغلاقه في 9 يناير 2010 (وإن مُد تاريخ الإغلاق لاحقًا إلى 16 يناير). في 2010، كُرم نولاند بعرض منفرد لأعماله في معرض غوغنهايم، بعنوان كينيث نولاند، 1924- 2010: تقريظ. إضافة إلى ذلك، كانت أعماله موضوع معارض منفردة في مجموعة من المؤسسات العالمية، بما في ذلك متحف الفن الحديث بمدينة مكسيكو (1983)، ومتحف بلباو للفنون الجميلة بإسبانيا (1985)، ومتحف الفنون الجميلة بهيوستن (2004)، ومتحف تيت ليفربول (2006)، ومعهد بتلر للفن الأمريكي بيونغستاون أوهايو (1986 و2007).

## تأثيره
في 1984، أدرج مصمم الملابس الرجالية الأمريكي ألكسندر جوليان تصميمات وألوان نولاند في ملابسه المحبوكة.